# Daïra de Boumedfaa
La daïra de Boumedfaa est une circonscription administrative algérienne située dans la wilaya d'Aïn Defla. Son chef-lieu est situé sur la commune éponyme de Boumedfaa.

## Communes
La daïra regroupe les deux communes de Boumedfaa et Hoceinia.